# Nikos Salingaros
Nikos Angelos Salingaros (in greco Νίκος Άγγελος Σαλίγκαρος?; Perth, 17 giugno 1952) è un matematico e divulgatore scientifico, conosciuto per il suo lavoro sulla teoria urbanistica, sulla teoria architettonica, sulla teoria della complessità e sulla filosofia del progetto.

## Biografia
Ha collaborato con l'architetto e pioniere di computer software Christopher Alexander, con il quale Salingaros condivide un'aspra analisi critica dell'architettura moderna. Insieme ad Alexander ha proposto un approccio teorico alternativo in favore di una architettura e una urbanistica più aderenti ai bisogni e alle aspirazioni fondamentali degli esseri umani attraverso la combinazione di una rigorosa analisi scientifica con una profonda esperienza intuitiva. Prima di orientare la sua attenzione verso architettura e urbanistica, Salingaros ha pubblicato ricerche di rilievo su algebra, fisica matematica, campi elettromagnetici e fusione termonucleare. Salingaros insegna ancora oggi matematica ed è Professore di Matematica alla University of Texas a San Antonio. È anche docente in Facoltà di Architettura in Italia, Messico e Paesi Bassi.

### Origini
Nato da genitori greci, Salingaros è l'unico figlio del noto compositore Stelios Salingaros, e nipote del cantante lirico Spyros Salingaros.

### Formazione
Salingaros inizia la propria formazione come pittore, ma presto cambia il campo di studi per dedicarsi alle Scienze. Salingaros ottiene il Bachelor in Fisica presso l'Università di Miami, Florida. In seguito consegue il Master nel 1974 e il Dottorato nel 1978 presso la State University di New York a Stony Brook.
Nel 1982 inizia una collaborazione a lungo termine con l'architetto Christopher Alexander, diventando poi uno degli editori di The Nature of Order, il principale scritto in quattro volumi di Alexander sull'estetica e i processi geometrici della natura.

### Carriera
Salingaros iniziò a lavorare nella Facoltà di Matematica dell'Università del Texas a San Antonio nel 1983, dove tuttora lavora.
Negli anni novanta, Salingaros iniziò a pubblicare gli scritti delle sue ricerche sulla forma architettonica e urbana. Nel 1997 ricevette il primo premio dalla Alfred P. Sloan Foundation per le sue ricerche sui temi architettonici. Nel 2003 è stato eletto a Committee of Honor, dall'International Network for Traditional Building, Architecture & Urbanism (INTBAU) e all'INTBAU College of Traditional Practitioners.

## Pubblicazioni
Gli articoli di Salingaros affrontano concetti chiave per la morfologia urbana: i frattali e i network.

### Principles of Urban Structure
Il suo libro Principles of Urban Structure è stato avvicinato a quelli di Michael Batty (Regno Unito) e Pierre Frankhauser (Francia) nell'interpretare le città come giganteschi frattali, e a quelli di Paul Drewe (Paesi Bassi) e Gabriel Dupuy (Francia) nel paragonarle a grandi network. Il suo lavoro connette il problema della forma urbana con nuovi concetti come the Small-world network e Scale-free network. Michael Batty, Bartlett Professor of Planning at University College London, ha scritto riguardo al suo lavoro: “Egli ha mostrato come networks che evolvono secondo processi bottom-up conducono a gerarchie ordinate (scaled) che sono insieme efficienti e ben sistemate… È questa la teoria degli small-worlds, ma dentro c'è il germe di una idea che è stata poco o punto utilizzata: nella connessione degli elementi urbani si rivela una struttura ordinata composta da molte connessioni brevi che si aggregano a un numero minore di connessioni lunghe il che, dal mio punto di vista, può essere avvicinato agli small-world, agli scale-free network, alle distribuzioni a legge di potenza e, cosa più importante, a cambiamenti nella tecnologia dei trasporti. Salingaros è il primo a guardare a tutto questo.”

### A Theory of Architecture
Il suo libro A Theory of Architecture descrive un insieme di linee guida per il design, che attraverso principi scientifici relazionano le forme alla sensibilità umana. Nel libro Salingaros descrive un sistema architettonico pratico in grado di essere gestito facilmente da ciascun architetto. Lo scritto include le osservazioni di Salingaros sugli edifici del passato, che l'autore definisce come quelli più adatti alla sensibilità dell'uomo. Mentre questo metodo e I suoi fondamenti teorici sono in favore dei tipi architettonici tradizionali, Salingaros chiarisce che gli architetti devono sentirsi liberi di adattare le loro idee alle situazioni particolari, permettendo che le decisioni vengano influenzate dall'ambiente e dalle esigenze del progetto. Egli esplora questioni come: quando l'ornamento è giustificato e perché esso è necessario? Quali sono le ragioni e le gerarchie che promuovono buona socialità e bellezza? Cosa c'è nella nostra natura biologica – e forse persino nella natura della materia stessa – che fa sì che noi proviamo certe sensazioni in presenza di un certo tipo di struttura e altre in presenza di strutture diverse? Parlando come un matematico, egli propone un sistema teorico per rispondere a tali domande.

### Antiarchitettura e demolizione
Antiarchitettura e demolizione è una raccolta di articoli scritti da Salingaros (anche in collaborazione con altri autori), che affronta una critica alle "star" dell'architettura contemporanea (soprattutto i decostruttivisti), e il supporto che viene dato a questo movimento architettonico dai media e dalle scuole di architettura. Oltre a un appassionato incitamento contro la "bad architecture" (definita come architettura non confortevole per le persone), il libro promuove forme o concetti teorici per adattare l'ordine insito nella natura al bisogno di ordine di cui l'uomo ha bisogno.

### Social Housing in Latin America
Social Housing in Latin America: A Methodology to Utilize Processes of Self-Organization, di Nikos Salingaros, David Brain, Andrés Duany, Michael Mehaffy ed Ernesto Philibert, sottolinea il ruolo delle relazioni socio-spaziali nel garantire un ambiente costruito di successo. Il principale problema urbanistico che oggi il mondo deve affrontare riguarda i processi sociopolitici nella costruzione di edilizia sociale, insieme con il rinnovamento a grande scala degli insediamenti informali/illegali. Questo paper identifica come fattore chiave lo spazio urbano che è amato dai suoi abitanti abbastanza da generare pratiche di difesa da erosione e degrado. Il criterio è emotivo, e emerge dalla corretta risposta ai bisogni dei residenti in termini di forma urbana, una risposta che in compenso è creata solo dalla partecipazione degli utenti finali (da intendersi all'interno di processi bottom-up diretti da rappresentanti di ONG). Questo genere positivo di spazio urbano è raramente emerso negli ambienti costruiti secondo la pianificazione del dopoguerra.
Gli scritti più recenti di Salingaros si focalizzano sulla Biofilia quale elemento essenziale del progetto dell'ambiente costruito, portando così le idee di Edward Osborne Wilson verso il progetto sostenibile.

## Generale

### Architettura
Salingaros ha esercitato un'influenza teorica rilevante su diverse figure di primo piano nell'architettura. Christopher Alexander, autore dei trattati seminali A pattern language e Notes on the Synthesis of Form, descrive così il contributo di Salingaros: “Dal mio punto di vista, la seconda persona che cominciò a esplorare le connessioni profonde tra scienza e architettura è stata Nikos Salingaros, uno dei Quattro curatori di Katarxis. Egli ha lavorato con me per anni, aiutandomi alla sistemazione dei materiali di The Nature of Order, e a un certo punto, direi verso la metà degli anni Novanta, cominciò a scrivere papers che trattavano I problemi dell'architettura in modo scientifico. Quindi, dalla metà dei Novanta in poi, cominciò a portare importanti contributi alla costruzione del ponte tra scienza e architettura, e alla esplorazione scientifica dell'architettura”.
Il Principe Carlo, un critico influente dell'architettura contemporanea, si è pronunciato sull'influenza di Salingaros nella sua prefazione al volume di Salingaros A Theory of Architecture: “Nessuna voce certamente è più intellettualmente provocatoria di questo stimolante, perfino storicamente importante, nuovo pensatore”.

### Edifici alti
In The End of Tall Buildings (2001), scritto con James Kunstler, Salingaros sostiene che l'era dei grattacieli è alla fine, e che l'attentato dell'11 settembre ha segnato l'inizio della fine delle tipologie moderniste che hanno dominato la forma urbana. Anche se il mondo non ha smesso di costruire grattacieli, questo saggio è diventato uno dei più controversi sull'argomento. Parlando di questo lavoro, Benjamin Forgey del Washington Post ha scritto: “Ciò che molti oggi sentono va diritto al midollo del problema: la paura di essere un obiettivo. E chi può negare oggi che gli edifici alti come le torri del World Trade Center siano obiettivi ideali”?

### Urbanistica
Salingaros ha contribuito alla stesura della Nuova Carta di Atene del 2003, che intende sostituire l'originale Carta di Atene del 1933 che fu scritta principalmente dal ben noto architetto-urbanista modernista Le Corbusier. Quel modello segregava le funzioni urbane e contribuì a formare tipologie tipiche del dopoguerra come la monofunzionalità e la periferia espansiva a bassa densità. Attraverso questo e altri lavori Salingaros ha puntato a riqualificare Suburbia e a ricongiungere la città americana e europea alla scala umana. Questo può essere visto alleato del movimento del New Urbanism nel cercare di sostituire la periferia dispersa con forme urbane compatte e città e villaggi pedonali.

### Computer science
Salingaros non ha mai scritto un vero e proprio paper di software, ma comunque due dei suoi papers sono citati ampiamente nell'area delle CS. Entrambi questi papers sono stati poi raccolti nel volume Principles of Urban Structure.
In The Structure of Pattern Languages (2000) Salingaros sostiene che i “patterns” (o “strutture”, un concetto centrale nel movimento del “design pattern” nelle CS introdotto da Alexander) incorporano informazioni sulle soluzioni di progetto e le attività umane permanenti. Tecniche di connessione dei pattern osservati nella realtà validano un Pattern language, e destituiscono, in quanto arbitrarie, regole diverse di tipo stilistico o anti-patterns. E. Todd, E. Kemp e C. Phillips hanno commentato: “Salingaros dimostra che una aggregazione arbitraria di patterns non è un sistema, perché difetta nelle connessioni, il che significa che la qualità e la natura delle connessioni tra i patterns è ciò che determina se una semplice aggregazione è un linguaggio oppure no. Egli definisce due forme di connessione a proposito del linguaggio di patterns. Queste due forme di connessione sono centrali nel validare un linguaggio di patterns. Salingaros afferma che la ricchezza delle connessioni tra I livelli e entro I livelli in un linguaggio di patterns è un fattore determinante della validità interna del linguaggio”.
In The Information Architecture of Cities (scritto con L. Andrew Coward, 2004) Salingaros descrive le città come sistemi di architettura informazionale nei quali la funzionalità di rango alto separa il sistema in moduli di comunicazione. Lo scambio informazionale nei sistemi urbani include input visivi dall'ambiente, contatto personale, telecomunicazioni e il movimento delle persone. Gli spostamenti delle persone attraverso la città assicurano uno scambio informazionale primario (l'interazione che è il fine dello spostamento). Ma gli spostamenti presentano anche uno scambio informativo positivo e casuale. Per esempio, un pedone lungo la strada per il lavoro visita i negozi, vede le pubblicità, compra il giornale, incontra un amico è sostiene una rapida conversazione. La virtù delle città è questo denso, frattale, stratificato scambio informazionale, il quale è strettamente correlato alla ricchezza economica e alla cultura delle città.
In The Information Architecture of Cities Salingaros introduce inoltre la nozione di “carico frattale”, poi ripresa da Richard Veryard, Phil Jones e altri nella Computer Science.

### Complessità
Salingaros ha introdotto un modello di Complessità attraverso una analogia con le quantità termodinamiche nella fisica, poi sviluppato in collaborazione con il computer scientist Allen Klinger. Questo lavoro adotta il concetto di Herbert Simon su ciò che è importante nella organizzazione della complessità, e propone un modo semplice per misurarlo. Christopher Alexander ha discusso il modello di Salingaros nel Primo Libro di The Nature of Order: “Penso che sia importante sottolineare questo risultato semplicemente per rimarcare il fatto che la struttura vivente è, in via di principio, suscettibile di trattamento matematico, e può quindi essere intesa come una parte della fisica”.

### Filosofia
Salingaros è stato un aspro critico del decostruttivismo in architettura e della sua applicazione acritica della filosofia del post-strutturalismo. Nel suo saggio The Derrida Virus egli sostiene che le idee del filosofo francese Jaques Derrida, applicate in modo poco critico, costituiscono un “virus” di informazione che distrugge il pensiero logico e la conoscenza. Salingaros utilizza il modello del meme, già introdotto da Richard Dawkins per interpretare la trasmissione delle idee. Nel fare ciò egli offre un modello che conferma le precedenti affermazioni del filosofo Richard Wolin secondo le quali la filosofia di Derrida è in senso logico nichilista. Anche se Salingaros utilizza le idee di Dawkins, egli tuttavia lo contesta vivacemente quando scrive, in The God Delusion, che questa non sarebbe che un altro meme. Appoggiando il più recente lavoro di Alexander che lega la religione alla geometria, Salingaros enfatizza l'importante contributo storico della tradizione religiosa alla conoscenza umana, sia in architettura che in filosofia.

## Curiosità
Salingaros è stato incluso in "50 VISIONARIES who are changing your world" (“I 50 visionari che stanno cambiando il tuo mondo”), pubblicato nell'Utne Reader di novembre-dicembre 2008. Si tratta del primo aggiornamento dell'edizione del 2001, dal titolo "(65) visionari: persone e idee per cambiare la vostra vita", che annoverava Jane Jacobs, Andrés Duany, Elizabeth Plater-Zyberk, Muhammad Yunus, Fritjof Capra, Edward Goldsmith, e William McDonough.